# Sylvanus Okpala
Sylvanus Okpala (Anambra, Nigeria, 5 de septiembre de 1961) es un exfutbolista de Nigeria que jugaba en la posición de centrocampista.

## Carrera

### Club
| Periodo   | Club          |
| --------- | ------------- |
| 1979-1983 | Enugu Rangers |
| 1983-1984 | União Madeira |
| 1984-1986 | CS Marítimo   |
| 1986-1989 | União Madeira |
| 1989-1991 | CD Nacional   |

### Selección nacional
Jugó para Nigeria en 45 ocasiones de 1979 a 1988 y anotó cinco goles; participó en dos ediciones de los Juegos Olímpicos y en dos ocasiones en la Copa Africana de Naciones, siendo campeón en la edición de 1980.

## Logros

### Club
- Liga Premier de Nigeria (2): 1981, 1982
- Copa de Nigeria (2): 1981, 1983

### Selección nacional
- Copa Africana de Naciones (1): 1980